# Henry Pedersen
Henry Porning Pedersen (1909-?) var en dansk direktør og atlet medlem af Københavns IF. Han var formand for Københavns IF 1938-1940.
Han var en af initiativtagerne til oprettelsen af Amagerafdelingen på det nyanlagte Stadion i Sundby i 1939.

## Danske mesterskaber
- Sølv 1933 Trespring 13,11

## Personlige rekorder
- 110 meter hæk: 17,3 (1933)
- Trespring: 12,98/13,11w (1933)
- Kuglestød: 11.82 (1948)